# NGC 657
NGC 657 est un amas ouvert contenant très peu d'étoiles ou un groupe d'étoiles situé dans la constellation de Cassiopée. Il a été découvert par l'astronome britannique John Herschel en 1831.

## Rréférences
1. 1 2  (en) « Results for object NGC 657 », NASA/IPAC Extragalactic Database (consulté le 7 juin 2022)
2. 1 2   « Les données de «Revised NGC and IC Catalog by Wolfgang Steinicke», NGC 600 à 699 », sur astrovalleyfield.com (consulté le 6 janvier 2024)
3. 1 2  (en) Courtney Seligman, « Celestial Atlas Table of Contents, NGC 657 » (consulté le 7 juin 2022)